# Дорсино
Дорсино (итал. Dorsino) је насеље у Италији у округу Тренто, региону Трентино-Јужни Тирол.
Према процени из 2011. у насељу је живело 303 становника. Насеље се налази на надморској висини од 636 м.

## Становништво
| 1931. | 1936. | 1951. | 1961. | 1971. | 1981. | 1991. | 2001. | 2011. |
| ----- | ----- | ----- | ----- | ----- | ----- | ----- | ----- | ----- |
| 850   | 760   | 712   | 666   | 560   | 463   | 439   | 437   | 426   |